# Ван, Анна
Анна Ван (кит. 王 安納, 1886, Хэбэй — 22 июля 1900, Хэбэй) — святая Римско-католической церкви, мученица, дочь святой Люции Ван Ван.

## Биография
Во второй половине XIX века в Китае были сильные антихристианские настроения. Они достигли своего пика в 1899—1901 годах во время восстания боксёров, когда в Китае началось массовое преследование христиан. Во время этих гонений по всему Китаю было убито более 30 тысяч христиан. Во время восстания боксёров в Китае началось преследование христиан. 21 июля 1900 года повстанцы арестовали католиков из деревни Вэй, где жила Анна Ван. Сразу же после ареста был казнён Иосиф Ван Юймэй, который являлся одним из руководителей католической общины в деревне. Также была арестована и Анна Ван вместе с Люцией Ван Ван и её сыном Андреем Ван Тяньцином. На следующий день 22 июля перед ними поставили выбор сохранить жизнь, отказавшись от христианства, или умереть. Анна Ван осталась верна своей христианской вере и была казнена повстанцами в этот же день.

## Прославление
Анна Ван была беатифицирована 17 апреля 1955 года римским папой Пием XII вместе с французским миссионером Леоном Мангеном и канонизирована 1 октября 2000 года римским папой Иоанном Павлом II вместе с группой 120 китайских мучеников.
День памяти в Католической церкви — 9 июля.

## Источник
- Католическая энциклопедия, т. 2, М., изд. Францисканцев, 2005 г., стр. 1035—1046, ISBN 5-89208-054-4
- George G. Christian OP, Augustine Zhao Rong and Companions, Martyrs of China, 2005, стр. 66  (англ.)